# Anthus gutturalis
Anthus gutturalis là một loài chim trong họ Motacillidae.